# VX Sagittarii
VX Sagittarii eller HD 165674 är en ensam stjärna i den norra  delen av stjärnbilden Skytten. Den har en varierande skenbar magnitud av ca 6,5 - 14,0 och kräver en ett teleskop för att kunna observeras. Baserat på parallaxmätning ca 0,64 mas, beräknas den befinna sig på ett avstånd på ca 5 100 ljusår (ca 1 560 parsek) från solen. Den rör sig bort från solen med en heliocentrisk radialhastighet på ca 6,5 km/s. Beräknat avstånd är förenligt med avståndet till Skytten OB1, stjärnföreningen som VX Sagittarii tros tillhöra. Dess radiella hastighet och egenrörelse överensstämmer också med andra medlemmar i föreningen.

## Observation

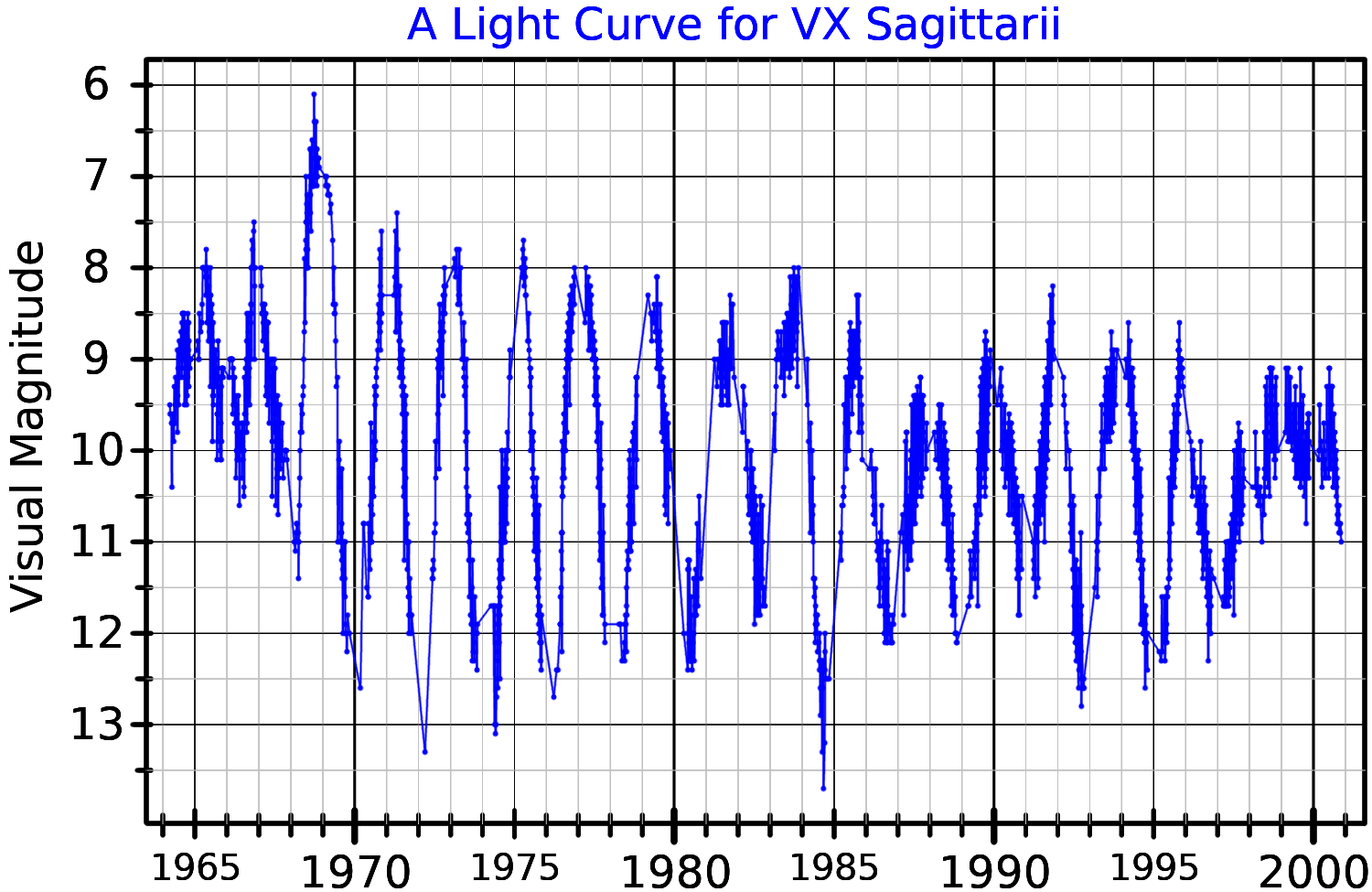
Ljuskurva i synliga bandet för VX Sagittarii plottade från AAVSO-data.

VX Sagittarii klassas som en kall halvregelbunden variabel med en pulseringsperiod på 732 dygn. Variationerna har ibland en amplitud som är jämförbar med en lång periodvariabel, men vid andra tillfällen är de mycket mindre. Spektraltypen varierar mellan M4e kring visuellt maximum och M9.8e vid minimal ljusstyrka, och luminositetsklassen är Ia, vilket anger en ljusstark superjätte. Spektrumet visar emissionslinjer som tyder på att stjärnan tappar massa genom stark stjärnvind.

## Egenskaper
Den effektiva temperaturen hos VX Sagittarii är variabel från cirka 2 400 K vid visuellt minimum till cirka 3 300 K nära maximum. Detta är jämförbar med de allra svalaste AGB-stjärnorna och oöverträffat för en massiv superjätte. Dess atmosfär är utsträckt, oregelbunden och variabel under stjärnans pulseringar, men den bolometriska ljusstyrkan varierar mindre än den visuella ljusstyrkan och beräknas till ca 195 000 gånger solens. Vid en effektiv temperatur på 3 300 K förväntas radien vara någonstans mellan 1 120 och 1 550 solradier. Äldre studier beräknade ofta högre ljusstyrka.
Atmosfären i VX Sagittarii visar molekylära vattenlager och SiO-masrar i atmosfären, typiskt för en OH/IR-stjärna. Masrarna har använts för att härleda ett avstånd på 1 590 parsecs. Spektrumet angerockså stark VO och CN. I många avseenden liknar atmosfären lågmasse-AGB-stjärnor som Mira-variabler, men med en superjättes ljusstyrka och storlek. 
En rapport från maj 2018 anger på att VX Sagitarii kan vara en hyperjätte. Detta skulle göra den till en av de mycket sällsynta röda hyperjättestjärnorna.
Nyare (2020) rapporter säger att VX Sagittarii är en massiv AGB-stjärna, snarare än en röd superjätte eller hyperjätte. Eftersom den visar rubidium i dess spektrum och har en hög massförlust och ljusstyrka, är det möjligt att det är en typ av AGB-stjärna känd som en super-AGB-stjärna.